# Seznam beloruskih tenisačev
Seznam beloruskih tenisačev.

## A
- Viktorija Azarenka

## B
- Sergej Betov
- Aleksander Buri

## G
- Jegor Gerasimov
- Olga Govorcova

## I
- Ilja Ivaška

## K
- Ilona Kremen

## L
- Vera Lapko

## M
- Maks Mirni

## P
- Jegor Puntus

## S
- Arina Sabalenka
- Aleksandra Sasnovič

## Š
- Irina Šimanovič

## T
- Sadafmoh Tolibova

## V
- Vladimir Volčkov

## Z
- Natalija Zverjeva

## Ž
- Dmitrij Žirmont